# 田端浩
田端 浩（たばた ひろし、1957年〈昭和32年〉5月31日 - ）は、日本の運輸・国土交通官僚。

## 経歴
愛知県生まれ。東海高校を経て、1981年3月に東京大学法学部を卒業。国家公務員採用上級甲種試験(法律)に合格して同年4月運輸省に入省。国土交通省自動車局長、大臣官房長、国土交通審議官、観光庁長官を務めた。退官後、日本交通文化協会参与、WILLER顧問、三井住友銀行顧問。

## 年譜
基本的な出典
- 1981年
  - 03月：東京大学法学部卒業
  - 04月：運輸省入省
- 1988年04月：運輸省貨物流通局複合貨物流通課補佐官
- 1990年09月：運輸省航空局監理部航空事業課補佐官
- 1992年09月：運輸省大臣官房人事課付（外務研修）
- 1993年02月：外務省在オーストラリア日本国大使館一等書記官
- 1996年06月：運輸省大臣官房人事課補佐官
- 1996年08月：岡山県警察本部警務部長
- 1998年07月：運輸省大臣官房文書課企画官
- 1999年06月：運輸省自動車交通局企画課道路交通活性化対策室長
- 2000年07月：運輸省鉄道局総務課鉄道企画室長
- 2001年01月：国土交通省鉄道局総務課鉄道企画室長
- 2002年04月：国土交通省総合政策局観光部旅行振興課長
- 2004年07月：国土交通省自動車交通局旅客課長
- 2006年07月：国土交通省航空局飛行場部管理課長
- 2007年07月：国土交通省大臣官房参事官（人事担当）
- 2008年07月：国土交通省大臣官房人事課長
- 2009年07月：観光庁観光地域振興部長
- 2011年09月：国土交通省大臣官房審議官（鉄道局担当）
- 2012年09月：国土交通省鉄道局次長
- 2013年08月1日：国土交通省自動車局長[4]
- 2015年07月31日：国土交通省大臣官房長[5]
- 2016年06月21日：国土交通審議官[6]
- 2018年07月31日：観光庁長官[7]
- 2020年01月10日：内閣官房内閣審議官兼特定複合観光施設区域整備推進本部事務局長[8]
- 2020年07月21日：退職[9]